# Ornithidium semiscabrum
Ornithidium semiscabrum är en orkidéart som beskrevs av John Lindley. Ornithidium semiscabrum ingår i släktet Ornithidium och familjen orkidéer. Inga underarter finns listade i Catalogue of Life.